# Philip C. Fuglede
Philip Christian Fuglede (født 10. maj 1795 i Bøvling Sogn ved Lemvig, død 3. januar 1856) var en dansk præst og politiker.
Fuglede var søn af sognepræsten i Bøvling Sogn og kom som barn til at bo hos sin farbror i København. Han gik i skole på Metropolitanskolen og blev student i 1812 fra Det von Westenske Institut. I 1817  blev han cand.theol. Fuglede var præst Malt og Folding Sogne ved Vejle fra 1821 til 1842 og i Vejen og Læborg Sogne fra 1842.
Han var medlem af Folketinget valgt i Ribe Amts 4. valgkreds (Bækkekredsen) 1849-1852. Han ønskede ikke genvalg i 1852.